# 無限のファンタジア
『無限のファンタジア』（むげんのファンタジア）はトミーウォーカーが製作したテーブルトークRPG、または同社が運営するプレイバイウェブ。テーブルトークRPG版の発売は新紀元社、初版発行は2004年。略称は「むげふぁん」（公式サイトのURLもmugefanになっている）。
2009年12月25日にゲーム運営を終了した。

## 概要
神々の遺産「グリモア」を巡り、数多くの列強種族が覇権を競う「ランドアース大陸」を舞台に、冒険者達の活躍を描くファンタジーRPG。
B5判フルカラーのルールブックは、イラストを多く用いて本作の世界観を視覚的に分かりやすく表現しており、システムは処理の軽さを重視してシンプルにまとめられている。ダイスは20面1個のみを使用し、キャラクターやシナリオの設定に迷った時はダイスでランダムに決められるようにもなっている。
2003年7月より、テーブルトークRPG版の発売に先駆けてプレイバイウェブ版が運営中であり、エピソード3「フロンティアライン」開始後は、冒険の舞台がさらに「ワイルドファイア大陸」「浮遊大陸ホワイトガーデン」「楓華列島」「地獄」に広がっている。また、エピソード4開始時に「上級クラス」という扱いで「召喚獣」という要素が追加されている。
これらの追加要素の一部は、テーブルトークRPG版でも2005年8月発売の上級ルールブック「フロンティアライン」に収録。また、発売日未定の上級ルールブック2「魂の回廊」には召喚獣や楓華列島・地獄などのデータが収録される予定である。
プレイバイウェブ版無限のファンタジアは、コミックマーケット向けの広告等で「日本最大のRPGコミュニティ」を標榜しており、実際に商業PBWとしては他に類を見ないほどの登録キャラクター数を有するものの、その一方で多くの問題も抱えている。長期の運営により冒険の舞台が広大になったため、各方面に未消化の謎や伏線が多く残されており、また把握すべき情報量が莫大になり新規参入プレイヤーの負担となる事等が挙げられる。この対策として、エピソード1-3の歴史をまとめたエンサイクロペディア（百科事典）の出版が予定されていたが、結局ゲーム終了には間に合わなかった。
テーブルトークRPGの宣伝のためにプレイバイメールを運営する事自体は、かつてはホビー・データの「クレギオン」やエルスウェアの「特命転攻生」でも行われ、この業界においては古典的とも言える手法であるが、本作ではさらに、テーブルトークRPG版とプレイバイウェブ版をほぼ同じルール・システムで遊べるように工夫されている。このため、プレイバイウェブ版のプレイヤーが一種の攻略本としてテーブルトークRPG版のルールブックを購入したり、テーブルトークRPG版のプレイヤーが新たにプレイバイウェブ版に形成されたコミュニティに加わる等の相乗効果を生み出している。

## テーブルトークRPG版とプレイバイウェブ版の違い
- プレイヤーキャラクター(PC)として作成可能な種族が一部異なる。楓華列島エルフ、楓華列島ストライダーなどの種族はTRPG版においてはサポートされていない。

- プレイバイウェブ版の格闘術は片手武器扱いだが、テーブルトークRPG版では両手武器扱いである。つまり、テーブルトークRPG版で盾を持っている時は、武道家のクラス特徴を使用することが出来ない。

- プレイバイウェブ版のみの特徴的なシステムとして「円卓の間」がある。これは同盟諸国における議会のようなもので、旅団規模上位100名の旅団長、及びグリモアガードの団長が発言権を有し、ここでの話し合いや票決を元に同盟諸国の活動方針を決定する。

## グリモア
グリモアは「純粋な力」が「結晶化」した存在である。神々の力の結晶とも呼ばれており、無限のファンタジアの世界でもっとも大きな力を持ち、それを支配する種族に強大な力を与えている。
世界には大小様々なグリモアが存在しており、大きなグリモアほど、強大な力を持っている。
基本的にグリモアの力は異種族間で共有することはできず、単独で支配しなければならない。そのため、無限のファンタジアの世界においては、数多くのグリモアを支配下におくことが自らの種族を強大にしてく方法となっている。
プレイヤーキャラクターが所属する同盟が支配している「希望のグリモア」はこの世界の中でも特殊な存在となっており、グリモアの力を異種族間で共有することが可能な力を持っている。
なお、グリモアは結晶化して物質として見えてはいるが、人間の手では破壊することはできない存在である。

## 種族

### プレイヤーが選択できる列強種族
プレイヤーキャラクターに選択できる列強種族として、以下の種族がある。
| 種族             | PBW版                | TRPG版             |
| ---------------- | -------------------- | ------------------ |
| ヒト             | 初期種族             | 基本ルールブック   |
| エルフ           | 初期種族             | 基本ルールブック   |
| ストライダー     | 初期種族             | 基本ルールブック   |
| ドリアッド       | 2003/11/11 17:15から | 基本ルールブック   |
| リザードマン     | 2004/ 3/30 18:30から | 基本ルールブック   |
| ヒトノソリン     | 2004/ 9/ 7 18:45から | フロンティアライン |
| 南方ストライダー | 2004/ 9/15 15:20から | フロンティアライン |
| 南方エルフ       | 2004/ 9/15 15:20から | フロンティアライン |
| エンジェル       | 2004/12/20 11:10から | フロンティアライン |
| チキンレッグ     | 2005/ 2/ 8 14:25から | フロンティアライン |
| 東方ストライダー | 2005/ 4/28 20:30から | 未掲載             |
| 東方エルフ       | 2005/ 4/28 20:30から | 未掲載             |
| セイレーン       | 2005/10/17 17:35から | 基本ルールブック   |
| 東方ヒト         | 2006/ 4/14 15:55から | 未掲載             |
| 南方リザードマン | 2006/ 4/14 17:00から | 未掲載             |
| プーカ           | 2006/11/20 19:00から | 未掲載             |
| ソルレオン       | 2008/ 6/18 16:20から | 未掲載             |
| タロス           | 2008/12/21 20:00から | 未掲載             |

ヒト
この世界においてもっとも一般的な種族。現実世界の人類とほぼ同じ特徴を持つ。
「ヒトの親和性」と言う種族特徴を持っており、他種族に警戒されにくい。
体の能力が若干高く、技の能力が若干低い。
エルフ
尖った長い耳を持ち、華奢な体つきをした種族。不老不死ではない。
「エルフの夜目」という種族特徴を持っており、暗がりにおいてサーモグラフィーの様に温度差で周囲の状況を把握できる。
心の能力が若干高く、体の能力が若干低い。
ワイルドファイア大陸に住むエルフは南方エルフと呼ばれる。
ストライダー
動物の尻尾を生やした種族。
「ストライダーの反応力」という種族特徴を持っており、不意打ちを受けにくい。また合図を聞いてからの反応をいち早く行うことができる。
技の能力が若干高く、心の能力が若干低い。
ワイルドファイア大陸に住むストライダーは南方ストライダーと呼ばれる。
ドリアッド
緑色の髪と瞳、額に緑色の宝石を持つ種族。髪の先端には生まれ月によって異なる花が咲いている。
精神年齢の成長によって外見年齢が変化する長命種族。
「樹木の結界」という種族特徴を持っており、徐々に自らの住む森をドリアッド以外の種族を迷わせる迷いの森とすることができる。
心の能力が非常に高いが、体の能力が大幅に低く、技の能力も僅かに低い。
リザードマン
トカゲのような外見を持つ種族。
「鱗の皮膚」という種族特徴を持っており、硬く厚い鱗により心技体の防御判定時のダメージ減少に+1することができる防御効果がある。
技の能力が高く、体の能力も僅かに高いが、心の能力が大幅に低い。
ヒトノソリン
ワイルドファイアに住む、ノソリンの尻尾と耳を生やした種族。しゃべる際、語尾に「なぁ～ん」と言う言葉が付く。
「ノソリン変身」という種族特徴を持っており、服を脱いで踊ることで一般サイズのノソリンに変身できる（子供のヒトノソリンが変身しても子供のノソリンにはならない）。
なお、周囲で戦闘が発生すると変身が解けてしまう。
体の能力が非常に高く、技の能力が非常に低い。
エンジェル
ホワイトガーデンに住む、天使のような白い翼を持つ種族。
精神年齢の成長によって外見年齢が変化する長命種族。ただし精神年齢・外見年齢は19歳を越えることはない。
「エンジェルの翼」という種族特徴をもっており、ぼんやりしたときに羽のように軽くなり飛ばされる。自分の意思で飛ぶことはできない。
心の能力が非常に高く、体の能力が非常に低い。
チキンレッグ
鶏を擬人化したような種族。商業を好み、逃げ足が速い。
「臆病者の勘」という種族特徴をもっており、危険が近づくとそれを予感として察知し、また逃げる際には安全な方向を感知することができる。
技の能力が非常に高いが、体の能力が低く、心の能力も若干低い。
セイレーン
青い瞳と水のような流れる青い髪を持ち、額に宝石のある種族。チキンレッグ同様、商業を好む。
精神年齢の成長によって外見年齢が変化する長命種族。
「セイレーンの歌声」という種族特徴をもっており、歌声を聞いた異性をセイレーンに対して友好的にさせることができる。
心の能力が高く、技の能力が低い。
プーカ
茶色の瞳と髪、額にも茶色の宝石がある種族。耳の代わりに角のような器官が生えている。
精神年齢の成長によって外見年齢が変化する長命種族。ただし精神年齢・外見年齢は19歳を越えることはない。
「プーカのいたずら」という種族特徴をもっており、生まれた季節に応じたいたずらを発生させる特殊能力を持つ。
技の能力および心の能力が僅かに高く、体の能力が若干低い。
ソルレオン
誠実を好む、獅子の獣人のような種族。
男性しかいない種族であり、別の種族の女性と結婚する事で種を存続させていた。
東方ソルレオン、西方ソルレオンと2地域に分かれて活動圏があったが、東方はゲーム開始時にすでに滅亡済、西方もPBW版においてはリアルタイムイベント「レルヴァ大遠征」にて滅亡したが、「決戦ブックドミネーター」にて歴史改編を行った結果により復活し、同盟に加入した。
「ソルレオンの心」という種族特徴をもっており、他種族に比べ嘘や言いくるめなどの不誠実な言動を見抜く力が強い。
技の能力が僅かに高く、体の能力が僅かに低い。
この種族のみifの歴史を辿って同盟入りしたため、生まれが「～記憶を持つ」となっている。
タロス
北の大陸コルドフリードに生息する種族。同盟では重騎士・デュンエンらの協力によりドラゴンロード「ブックドミネーター」及び「碎輝」（さいき）の撃破に成功する。
かつて神と共にドラゴンと戦っていたと言われている。
「ディスクチェンジ」と「タロスアーマー」という2つの種族特徴をもっており、前者は冒険に出ていない時はいつでも好きなだけ自分の趣味を変更でき、後者は成長とともに強化される外せない鎧となっている。
外見は機械と見間違うほどだが、一応生物であるらしい。なお、性別の概念は存在しない。
種族全員が同じ姿をしており、身長や体型、カラーバリエーションに多少の違いがある程度。
極端な体特化型。

### プレイヤーが選択できない列強種族
以下の列強種族は、キャラクター作成時に選択できない。
聖獣プーカ
大きな犬のように見える種族。耳の代わりに角のような器官が生えている。
肉体と精神の年齢が20歳を超えることができたプーカが「聖獣」に成長できるが、その存在は稀である。
飛び抜けた知恵と戦闘能力を獲得できるが、グリモアの聖域から出ることができなくなる。
トロウル
同盟と敵対していた。
見た目はほぼ怪物であり姿通りの強靭な戦闘力を誇る種族。
非常に好戦的で、体力に優れている。
ザウス神を信仰し、その加護を受けている。また、巨大ギア「キングスマインド」を支配下においており、その能力を活用している。
PBW版では、同盟との戦に敗北し冒険者は全滅、一般人への説得を経て同盟入りしたが、冒険者になる事を選ばなかった一般人のみが生き残った状態のため、PC登録はできなくなっている。
ノスフェラトゥ
青白い肌に、先端が尖った悪魔のような尻尾を持つ種族。
一時期休戦した事もあったが、ストーリー序盤から終盤まで同盟と最も長く敵対し続けた種族。
アンデッドを操る特殊能力を持つが、一般人ノスフェラトゥでは強い個体を使役できないらしい。
ディアブロ
ノスフェラトゥと敵対し、戦争状態にある謎多き地獄の列強種族。
筋肉質な身体に、頭にねじれた2本の角を持つ悪魔のような姿を持つ。能力には不明な点が多い。
トロウルに似て、強敵との戦いを求める好戦的な種族であるらしい。
鬼
同盟と敵対している。
楓華列島にのみ存在する人間が変異した残忍な種族。
鬼と人間の間の子供は生まれつき鬼となる。
アビリティと似た能力を持つ他、後述するキツネ型の召喚獣のようなものを連れている事が確認されている。

### その他の存在
この世界には以下にあげるような種族とは言い難いものも存在している。
ギア
古代遺跡に生息する自律動作をする機械兵器のようなもの。
能力・形状・サイズは多種にわたり、宙に浮くもの、人型・ケモノ型・機械そのもの、小型のもの・全長200mを超すものなどが確認されている。
特殊なギアとしては、ホワイトガーデンには、内部にエンジェルを取り込み動作するギアが確認されている。また、「エンプレスマインド」「キングスマインド」と呼ばれる強大な力を持つ巨大ギアも確認されている。
元々は神々とタロスが協力して作ったもの。
ピルグリム
他種族に卵を植え付け、寄生させてその種族と融合する種族。
卵を受け付けられた場合、その痕に星形の痣が浮かぶ。
当初は空中大陸ホワイトガーデンに出現し、当時の列強種族エンジェルを壊滅させた。その後、同盟により中枢であったホワイトガーデンに存在していたピルグリムマザーが倒されているため、大規模な繁殖は確認されていない。
ギガンティックピルグリム
ピルグリムマザーの眷属であり、その護衛を勤めていた巨大なピルグリム。
同盟によりピルグリムマザーが倒された際に、生き残ったギガンティックピルグリム3体がホワイトガーデンの光の海に逃げた。その後、1体はグドン地域にいることが判明し同盟により討伐されている。
グドン
無限のファンタジア世界全土に生息する知能が低く繁殖能力が高い二足歩行生物の総称である。
姿によって牛グドン・イタチグドン・ネズミグドン、等と呼び分けられる。
大人でも人間の子供程度の知能しかないため知的種族とは認められていない。
多くのRPGにおいて「モンスター」と総称されている存在とほぼ同等である。
ピルグリムグドン
ギガンティックピルグリム逃亡後に発見されたグドンの亜種で、ピルグリムに寄生されているものである。
各種グドンにピルグリムの触手が生えた容姿をしている。
通常のグドンを凌駕する能力を持ち、グドンのボス的存在となることが多い。
キマイラ
冒険者がグリモアの誓いに反した行動をした結果、グリモアの加護を失い半モンスター化した状態になった存在。
一度でもキマイラ化した冒険者には特殊なモンスターの能力（形質）が付与されそれを取り除く事はできない。
TRPG版においてはプレイヤーキャラクターを意図的にキマイラとすることができる。
PBW版においてプレイヤーキャラクターのキマイラ化は不可能とされていたが、最終シナリオにて変異したキャラクターが存在した。
神
無限のファンタジア世界においては遥か古代にこの世界から去ったと言われる存在。
トロウルはその神々の中でも主神クラスであろうと思われる大神ザウスにより創造されたとされている。
トロウル聖域偵察部隊により大神ザウスの存在が確認された。
その後、フォーナ、ランララと言った神が次々にランドアースに降臨している。
ドラグナー
遥か古代、己のためだけに力を求めた古代ヒト族がドラゴンと化し、その後ザウス神により封じられるに至った。
その後、ドラゴンロードと呼ばれる最強のドラゴンにその能力の大部分を奪われた存在がドラグナーである。
その姿は一般的にモンスターと呼ばれる存在と酷似しており様々な形態を持つ。ただし、モンスターと決定的に違う点として、知性を持って会話が可能というものがある。
以前同盟がインフィニティゲートで戦った「ドラゴン」三体は、実は強いドラグナーに過ぎない。
ドラゴン
かつて己の欲望に従い力を欲し続けた古代ヒト族の成れの果て。
その力は凄まじく、一体で通常状態の冒険者1000人分に匹敵する。
その中でもドラゴンロードと呼ばれるドラゴンはドラゴンウォーリア化した冒険者数千人分の力を持つ。

## 職業
無限のファンタジアの世界においては、以下のような職業がある。

### プレイヤーが選択できる職業
武人（ウェポンマスター）
体・技攻撃に長けたバランス型職業。近接武器のみならず、弓やチャクラムも扱える汎用性の高さが売り。
選択すると体が上昇し、技が若干低下、心が僅かに低下する。
※PBW版ではトロウルの同盟加入によってアビリティが追加された。
重騎士（アーマーナイト）
防御に長けた職業。全身鎧や大型盾と言った重装備が可能で、防御能力を更に向上させるアビリティを得意とする。
選択すると体が若干上昇し、技が若干低下する。
※PBW版ではタロスの同盟加入によってアビリティが追加された。
狂戦士（デストロイヤー）
体攻撃に長けた職業。強力なクリティカル攻撃で敵を薙ぎ払う、豪快な戦闘スタイルを信条とする。
選択すると体が大幅に上昇し、技が低下、心が僅かに低下する。
※PBW版ではリザードマンの同盟加入によってアビリティが追加された。
翔剣士（フェンサー）
技攻撃に長けた職業。範囲攻撃アビリティこそ無いものの、攻防共に非常に強力なアビリティが揃っている。
選択すると技が上昇し、心が若干低下、体が僅かに低下する。
※PBW版ではチキンレッグの同盟加入によってアビリティが追加された。
忍び（シャドウ）
技攻撃に長けた職業。隠密性を飛躍的に高めたり、敵の幸運度を下げたりと、トリッキーな戦法が特色。
選択すると技が若干上昇し、心が若干低下する。
※PBW版ではプーカの同盟加入によってアビリティが追加された。
牙狩人（ハンター）
遠距離攻撃に長けた職業。長射程の通常攻撃に加え、範囲攻撃・鎧強度無視など多彩な攻撃アビリティを備えている。
選択すると技が大幅に上昇し、心が低下、体が僅かに低下する。
※PBW版ではソルレオンの同盟加入によってアビリティが追加された。
紋章術士（エンブレムマスター）
心攻撃に長けた職業。強力な主砲と範囲攻撃、豊富な状態異常（バッドステータスと呼ばれる）攻撃を兼ね添えた万能術士。
選択すると心が上昇し、体が若干低下、技が僅かに低下する。
※PBW版ではドリアッドの同盟加入によってアビリティが追加された。
医術士（ナースウィッチ）
回復に長けた職業。単体回復・範囲回復・状態異常回復・戦闘不能回復が揃った、回復のエキスパート。
選択すると心が若干上昇し、体が若干低下する。
※PBW版ではエンジェルの同盟加入によってアビリティが追加された。
邪竜導士（ウロボロス）
心攻撃に長けた職業。倒した敵のクローンを生成したり、複数の敵にダメージを与えつつ拘束するなど、特殊な攻撃手段が豊富。
選択すると心が大幅に上昇し、体が低下、技が僅かに低下する。
※PBW版では結局追加アビリティが実装されないまま、運営終了が発表された。
武道家（グラップラー）
素手攻撃に長けた職業。装備している武器に関わり無く一定のダメージを与える、固定ダメージアビリティを多く持つ。
選択すると体が僅かに上昇し、心が僅かに低下する。
※PBW版ではヒトノソリンの同盟加入によってアビリティが追加された。
吟遊詩人（トルバドール）
支援に長けたバランス型職業。攻撃・回復どちらもこなせる他、芸術の光で空腹を満たすなど、独特のアビリティが特徴。
選択すると心が僅かに上昇し、体が僅かに低下する。
※PBW版ではセイレーンの同盟加入によってアビリティが追加された。

### プレイヤーが選択できない職業
霊査士（シンフォナー）
希望のグリモア固有の職業。物品に宿る精霊に問いかけを行う「霊視」によって様々な情報を引き出し、他の冒険者に助言を与える。
近くで戦闘が始まると強制的に気絶してしまうと言う弱点がある。なお、これらの特徴は、後述の召喚獣「ブックハビタント」によってもたらされるものである。

## 召喚獣

### 召喚獣とは
召喚獣とは『鍛え上げられた冒険者の魂が、獣の姿となって活性化した存在』である。（2004年12月実装）
召喚獣を宿す事を『活性化』と言い、召喚獣を活性化した冒険者は『上級クラスの冒険者』と呼ばれ「（冒険者クラス）×（召喚獣）」と呼称される。
召喚獣を活性化することでHP、CPが増加する。また、召喚獣の持つ特殊能力の恩恵を受けることができる。
なお、ブックハビタントを活性化した時のみ「（冒険者クラス）×ブックハビタント」ではなく「霊査士」と呼称される。

### 同盟冒険者が活性化できる召喚獣
ダークネスクローク
マントを広げたような形状の召喚獣。
キャラクターの防御能力を高める効果を持つ。
キルドレッドブルー
体の半分が炎、もう半分が氷でできた犬型の召喚獣。
キャラクターの攻撃に、炎による追加ダメージと氷による束縛を付与する効果を持つ。
ミレナリィドール
拘束具をつけた人形型の召喚獣。
キャラクターの心属性攻撃（能力値の心に依存する攻撃）を強化する効果を持つ。
ペインヴァイパー
三つ首の蛇のような形状の召喚獣。
キャラクターの行う、特定の状態異常攻撃を強化する効果を持つ。
死者の祭壇に生息しており、地獄に同盟領を確保した事で実装された。
グランスティード
ウマのような形状の召喚獣。
体属性攻撃（アビ含む能力値の体に依存する攻撃）の強化と騎乗による高速移動を可能にすると言う効果を持つ。
エギュレ神殿図書館に封印されていた。
タイラントピラー
トーテムポールのような形をしている。
キャラクターの状態異常からの回復能力を高める効果を持つ。
元はトロウルのみが活性化できる召喚獣だったがトロウルの同盟入りにともないプレイヤーキャラクターが
活性化できるようになった。
ナインテイル
キツネのような形をしている。
キャラクターのHP回復力を高める効果を持つ。
楓華列島の「鬼」が使用していた召喚獣だったがフラウウインド大陸の大探索により多くのグリモアを得たことで
活性化できるようになった。

### 特殊な召喚獣
ブックハビタント
尻尾の先がペンの形をした、ぬいぐるみのような形状の召喚獣。
同盟の霊査士のみが活性化できる。キャラクターに「霊視」の能力を付与する代わりに、戦闘能力が0になる。

## ドラゴンウォリアー

### ドラゴンウォリアーとは
同盟諸国の冒険者のみ、一定の条件を満たすことにより、最終形態とされる『ドラゴンウォリアー』に変身する能力である。
ドラゴンウォリアーの特徴としては変身条件外見の変化と能力の変化が挙げられる。

### 変身条件
ドラゴンロードの創造した『ドラゴン界』の内部で変身。
「ドラゴン」及び「強化ドラグナー」と遭遇した場合のみ『擬似ドラゴン界』を創造することが可能でその中にて変身。
「希望のグリモア」を搭載したインフィニティマインド周辺で変身。

### ドラゴンウォリアーの力
ドラゴンウォリアーに変身するとプレイヤーキャラクターと召還獣のレベルが10倍に変化する。
同時に攻撃力や防御力が10倍になり、近接攻撃は30m、長距離アビリティの射程が100m、弓の射程が300mに変化する。
常人の10倍の速度で移動することができ、通常不可能とされた飛行すら可能となる。

### 外見の変化
ドラゴンウォリアーに変身すると、以下の条件内でプレイヤーキャラクターの望む姿に変化する。
活性化された召喚獣は体内に吸収される。
種族によっては選ぶことが不可能だった瞳または髪の色を変化させる事が可能になる。
世界観的に表現不可能とされていた武器（拳銃または砲等）や鎧に形状変化させる事が可能になる。
世界観的に不可能とされていた獣耳、尻尾、翼が生える等の軽い肉体変化が可能になる。
※ただし、極度の異形化、性別の変更、身長・体重の増減は不可能。
種族によって選ぶ事が可能だった外見年齢の変化も可能。
変身後の姿は不定という設定にする事で様々なドラゴンウォリアー化が可能となりアトリエコンテンツに対応している。
ちなみにPBW版ではドラゴンバストアップというイラスト商品を発注し入手した場合、ステータス画面に掲載することが可能である。

## 発行物

### 既刊
- TRPG体験版

TRPG発売前の2003年12月のAGC(アナログゲームコンベンション)を皮切りに、2004年2月頃までにかけて無限のファンタジア オフ会を中心にβ版ルールを使用した小冊子が体験版として配布された。
AGCで配布されたものと、それ以降で配布されたものとは若干差違がみられる。
- 無限のファンタジア

2004年12月発売。発売時点でweb上では仲間になっていなかったセイレーンが加入した事になっていた。
- 無限のファンタジア上級ルールブック「フロンティアライン」

2005年8月発売
- TRPGリプレイ　七色の風をあつめて

2006年8月発売
- むげふぁんファンブック

MSとイラマスの有志が企画・製作を行った公認ファンブック第一弾。2005年12月、コミックマーケット及びWeb上にて発売。
- むげふぁんファンブック2

上記ファンブックの第二弾。2006年8月、web上にて発売。
- むげふぁんファンブック3暫定版

上記ファンブックの第三弾。2009年12月、コミックマーケットにて発売。

### 刊行中止
- 無限のファンタジア上級ルールブック2「スタンドアロン・タクティクス」（仮称）

大陸は地獄・楓華列島。プーカや召喚獣が新たにサポートされる物と告知されていたが、刊行されなかった。
- 無限のファンタジア　エンサイクロペディア（仮称）

無限のファンタジア世界の動きをまとめたものとなる予定だったが、刊行されなかった。